# 펠릭스 페냐
펠릭스 리카르도 페냐(스페인어: Félix Ricardo Peña, 1990년 2월 25일 ~ )는 도미니카 공화국의 야구 선수이자, 전 KBO 리그 한화 이글스의 투수이다.

## 미국 프로야구 시절
2016년에 시카고 컵스에 입단하였다.

## 한국 프로야구 시절

### 한화 이글스시절
2022년 6월 10일에 닉 킹험을 대체할 외국인 투수로 영입되었다.
2023년에는 한화 이글스의 꾸준한 에이스로 활약했지만, 2024년 구속 저하로 인한 성적 부진으로 5월 27일 퇴출되었다. 대체 선수는 하이메 바리아.

## 트리비아
- 한화 이글스에 엔젤 페냐라는 선수가 영입됐으나 엔젤 페냐의 KBO 등록명은 '엔젤'이었다.[1]